# Mela Köhler
Melanie Leopoldina Köhler (* 18. November 1885 in Wien; † 15. Dezember 1960 in Stockholm), verh. Broman (Koehler-Broman) war eine Malerin, Grafikerin, Illustratorin, Aquarellistin und u. a. Mitarbeiterin der Wiener Werkstätte (signierte dort als MELA KOEHLER).

## Leben und Werk
Mela Köhler besuchte zwei Jahre die Malschule Hohenberger und wurde an der Wiener Kunstgewerbeschule als Schülerin von Koloman Moser, Rosalia Rothansl und Bertold Löffler ausgebildet, höchstwahrscheinlich 1908–12. Anschließend war sie freischaffende Künstlerin. Bereits während ihrer Schulausbildung wurden Werke von ihr veröffentlicht, z. B. im The Studio. Sie entwarf Ansichtskarten für die Wiener Werkstätte und für die Verlage Brüder Kohn und Munk, hauptsächlich als Modedarstellungen, oft auch als Grußkarten (v. a. für Weihnachten). Außerdem war sie Mitarbeiterin der Zeitschrift Wiener Mode sowie freie Mitarbeiterin u. a. bei den Verlagen Brüder Kohn, Verlag Rosenberger, Munk Verlag (Karten mit Motiven des Judentums) und beim Verlag von Carl Konegen (illustrierten Märchenbücher). 1916 entwarf sie Geschenkverpackungen für Bahlsen.
1931 zog sie nach Schweden und heiratete ein Jahr später in Stockholm (beides lt. Angela Apelt). Sie schuf weiterhin Buchillustrationen, malte Figurenkompositionen in Aquarell und persönliche Porträts von Frauen und Kindern. Sie entwarf auch Kostüme für Theater und Ballett sowie Karten u. a. mit Motiven von C.M. Bellmans "Fredmans Episteln" für den Verlag "Sagokonst" in Stockholm (1940).
Im Jahr 2018 wurde in Wien-Donaustadt (22. Bezirk, Seestadt Aspern) die Mela-Köhler-Straße nach ihr benannt.

## Werke und Ausstellungen
- 1908 Ausstellung der Kunstgewerbeschule London[1]
- 1909 Kunstschau[1]
- 1910 Entwurf des Druckstoffmusters "Geisha", ausgeführt durch die Firma G. Ziegler, Wien; Bremges & G; Finkh & Co <L. Sachs
- 1913 Werkbundausstellung[1]
- 1915 Modeausstellung[1]
- 1912 tätig für das Journal " Die blaue Laterne"
- 1912 Stipendium vom Museum für Kunst und Industrie in Wien (aus dem Rothschild-Fonds), um in Paris studieren zu können >A. Apelt
- 1913 porträtiert von Maler Hans Strohofer
- 1916 Mitglied im Deutschen und Österreichischem Werkbund
- 1916 Entwurf eines Modells für Emilie Flöge
- 1916–17 Kostümentwürfe für die Oper in Hannover zusammen mit Fanny van der Verlde >A. Apelt
- 1920 Briefwechsel mit der amerikanischen Zeitschrift "Vogue" (mit Mrs. Chase) < A. Apelt
- 1921 Arbeiten für den Österreichischen Schulbuchverlag
- 1926 Reise nach London, um über Entwürfe für das geplante Kinderbuch "Fairies and Fancies" von Ruth Bedford zu diskutieren (1929 erschienen im Verlag A.&C. Black London) > A. Apelt
- 1927 Teilnahme an einer Ausstellung in Budapest.> A. Apelt
- 1927 Briefwechsel mit dem Direktor der Königlichen Kunstakademie in Stockholm, Herr Anselm Schultzberg > A. Apelt
- 1934 für das "Oscar"-Theater in Stockholm Kostümentwürfezur Operette "Ball im Savoy" (1932 in Berlin uraufgeführt) <. A. Apelt
- 1934 Ausstellungsteilnahme in Liljevals Konsthall in Stockholm mit Kostümskizzen als (Ulla)Kohler-Broman (Vorname irrig!) < A. Apelt
- 1935 Illustration des Kinderbuchs "Sommarresan" von Astrid Wigardh für "Svenska kyrkans Diakonistyrelsenes Bokförlag" > A. Apelt
- 1936 Illustration des Kinderbuchs "När Mormor var liten" (Verlag Albert Bonnier Stockholm)< A. Apelt
- 1937 erscheint dieses Buch mit Text von Jan Struther unter dem Titel "When Grandmamma was small" beim Verlag Methuen & Co. in London sowie
- 1946 als "When grandma was a little girl" beim Verlag Duell, Sloan & Pearce in New York> A. Apelt